# 新北方
新北方是辽宁广播电视台一档民生新闻类节目，以“致力民生，新闻力量”为栏目宗旨。

## 历史
- 2004年10月8日，《新北方》节目开播。
- 2008年，获得全国十佳新闻民生类节目。
- 2010年，三台组成辽宁广播电视台进行重新整合，《新北方》节目进行全面改版。
- 2014年3月，《新北方》节目重新改版，时间有所调整，改制18:00-19:30播出。

## 播出时间
- 首播：辽宁都市频道 18:00-19:30
- 重播：辽宁都市频道 05:30-07:00